# Ферингенштат
Ферингенштат (њем. Veringenstadt) град је у њемачкој савезној држави Баден-Виртемберг. Једно је од 25 општинских средишта округа Зигмаринген. Према процјени из 2010. у граду је живјело 2.257 становника. Посједује регионалну шифру (AGS) 8437114, NUTS и LOCODE код.

## Географски и демографски подаци
Ферингенштат се налази у савезној држави Баден-Виртемберг у округу Зигмаринген. Град се налази на надморској висини од 631 метра. Површина општине износи 31,2 km². У самом граду је, према процјени из 2010. године, живјело 2.257 становника. Просјечна густина становништва износи 72 становника/km².